# Con

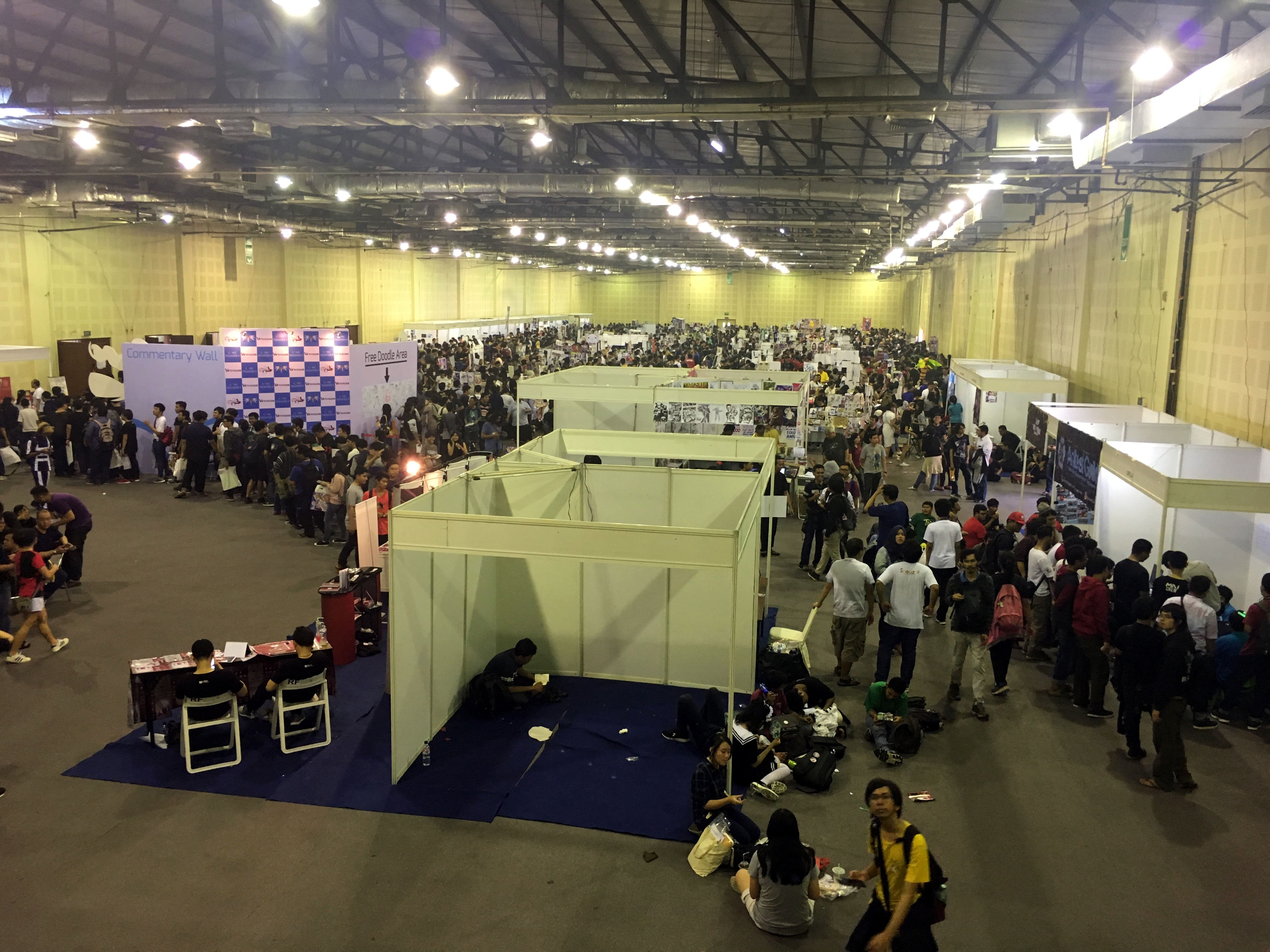
Pohled na Comic Frontier 9, což je také con.

Con (z anglického convention) je setkání fanoušků sci-fi, fantasy, určitého televizní seriálu, filmu, spisovatele, herce nebo jiné zábavy (počítačové hry, anime, stolní hry, karetní hry) na předem domluveném místě a předem domluvené době. V angličtině může znamenat jakékoliv setkání. (Např. Gatecon - setkání příznivců seriálu Hvězdná brána; Advik - Anime Dance Víkend - anime a japonská kultura; Trpaslicon – setkání fanoušků seriálu Červený trpaslík; BabCon – setkání fanoušků seriálu Babylon 5; GleeCon – setkání fanoušků seriálu Glee)
Cony bývají zpravidla vícedenní akce s alespoň částečně předem daným programem. Běžným programem takového setkání bývají přednášky, někdy i s dabéry, či překladateli, hry, možnost zakoupení suvenýrů (triček, hrníčků, placek...), či burzy, soutěže, často také Cosplay a promítání fanfilmů, případně i parodií v daném žánru. Často se jako místo pořádání conu vybírají školy, kulturní centra a multikina.
Zvláštní akcí, kde je více conů najednou, je v České republice pořádaný Festival fantazie, který se koná většinou na začátku července v Chotěboři a trvá přibližně 11 dní. Ve světě na podobné akce příliš nenarazíte[zdroj?], jelikož tam se většinou soustřeďují na jedno téma.